# Takeshi Kovacs
Takeshi Lev Kovacs es un personaje ficticio que aparece en las novelas Carbono alterado, Ángeles rotos y Furias despertadas, escritas por el autor británico Richard Morgan, que tienen lugar alrededor del siglo XXVI.

## Biografía
Originario del planeta Harlan (nacido en la ciudad New Pest), Kovacs es de ascendencia japonesa y serbiano.
Kovacs es un ex emisario, miembro de una fuerza militar de élite de soldados futuristas, parte operativo de inteligencia y parte soldado de choque, entrenado para adaptarse rápidamente a nuevos cuerpos y nuevos entornos. El Protectorado gobernante utiliza a los emisarios para infiltrarse y aplastar los disturbios planetarios y mantener la estabilidad política. El entrenamiento de Envoy es en realidad una forma de condicionamiento psicoespiritual que opera a niveles subconscientes.
Después de dejar a los Emisarios, Kovacs volvió a la vida criminal y se convirtió en mercenario. Finalmente fue encarcelado, su "pila" cortical almacenada sin un cuerpo (o "funda") durante décadas a la vez como castigo, antes de ser puesto en libertad condicional o contratado para trabajar en situaciones de alto riesgo.
Los emisarios poseen memoria total y son capaces de discernir patrones sutiles dentro de eventos aparentemente no relacionados. Poseen un conocimiento profundo del lenguaje corporal y la tonalidad vocal, de modo que pueden discernir la intención y manipular a los demás con facilidad. Son capaces de controlar sus respuestas fisiológicas y psicológicas, como el miedo y la ira, a voluntad.
Otro aspecto que ocupa un lugar destacado en la formación de un emisario es la eliminación sistemática de todos los instintos que limitan la violencia con los que nace un ser humano. Debido a esta formación, la mayoría de los mundos prohíben a los emisarios pasados o presentes ocupar cargos políticos o militares. Kovacs utiliza a menudo el miedo que provoca la mera mención de los Emisarios para amenazar e intimidar.

## Recepción
El autor Paul Di Filippo dijo sobre el personaje: "Takeshi Kovacs tiene que ser el peor amigo que puedas tener. Todos los que están afiliados a él eventualmente terminan asesinados. Sus enemigos mueren en menor número que sus amigos y aliados. Si pudieras elegir, sería prudente ponerse de su lado malo".

## Adaptaciones
En la serie de Netflix Altered Carbon, Kovacs es interpretado por Joel Kinnaman (en el cuerpo de Elias Ryker) en la primera temporada de la serie, Will Yun Lee (cuerpo original), Byron Mann (cuerpo anterior de Takeshi), y Morgan Gao (joven). Anthony Mackie interpreta al personaje en un cuerpo de anfitrión diferente para la segunda temporada de la serie. Jihae interpretó al personaje en el cuerpo de Torch Singer durante el episodio de estreno de la temporada 2. En la película de anime derivada Altered Carbon: Reenfundados, Kovacs es interpretado por el seiyū Tatsuhisa Suzuki y Ray Chase en el doblaje en inglés respectivamente.
La adaptación televisiva realiza varios cambios significativos en el material fuente de las novelas, incluido el cambio de la naturaleza de los Emisarios a luchadores por la libertad, la creación de una relación entre Takeshi y Quellcrist Falconer, y el cambio del personaje de Reileen Kawahara para que sea la hermana de Takeshi (entre muchos).